# Microregione di Colorado do Oeste
Colorado do Oeste è una microregione dello Stato della Rondônia in Brasile, appartenente alla mesoregione di Leste Rondoniense.

## Comuni
Comprende 5 comuni:
- Cabixi
- Cerejeiras
- Colorado do Oeste
- Corumbiara
- Pimenteiras do Oeste